# Brebu Nou
Brebu Nou (węg. Temesfö) – wieś w Rumunii, w okręgu Caraș-Severin, w gminie Brebu Nou. W 2011 roku liczyła 31 mieszkańców. 